# Cold Weston
Cold Weston är en by i civil parish Clee St. Margaret, i distriktet Shropshire, i grevskapet Shropshire, i England. Byn är belägen 9 km från Ludlow. Cold Weston var en civil parish fram till 1967 när blev den en del av Clee St Margaret. Civil parish hade 11 invånare år 1961.